# 후루카와 모토아키
후루카와 모토아키(古川 元亮, ふるかわ もとあき)는 일본의 게임 뮤직 작곡가이다. 효고현 고베시 출신이며, 1980년대에 "VOYAGER"라는 퓨전음악 밴드에서 활동했었다.

## 인물 소개
코나미 주식회사(현 코나미 디지털 엔터테인먼트) 소속(2003년 1월에 퇴사)으로 코나미 구형파 클럽의 멤버이기도 했다. 코나미를 퇴사한 현재는 출신지 고베로 활동 거점을 옮겨, 다시 퓨전음악 밴드 "VOYAGER" 의 멤버로서 라이브 활동 등을 실시하는 한편 기타프릭스 & 드럼매니아에도 꾸준히 악곡을 제공하고 있다 2007년 9월 28일에는 "M's아트 온라인 스토어"를 설립. 사이트 판매 전용 오리지널 뮤직 앨범을, 매월 20일에 릴리스하고 있다.

## 코나미 구형파 클럽 활동시 악곡을 제작한 게임
괄호 안의 내용은 플랫폼 약칭임.
- 그라디우스 2(MSX)
- 불새 봉황편(MSX)
- 사라만사(MSX)
- F-1 스피릿(MSX)
- A-JAX(AC)
- SUPER혼두라(AC)
- 그라디우스 II -GOFER의 야망-(AC)
- SUNSET RIDERS(AC)
- 악마성전설(FC)
- 두근거려 메모리얼(PCE)
- 악마성드라큘라 묵시록(N64)

## 프리랜서로 전향 후 악곡을 제작한 게임
- 썬더 포스 VI(PS2)

외 다수

## 수록 악곡 (기타프릭스&드럼매니아시리즈)
- Body Openation(古川もとあき)<GUITARFREAKS 2nd & drummania>
- CAPTAIN'S VOYAGE(古川もとあき)<GUITARFREAKS 4th & drummania 3rd>
- DON'T HIDE YOUR MIND(古川もとあき)<GUITARFREAKS 5th & drummania 4th>
- SUMMER SUN(Brad Holmes)<GUITARFREAKS 5th & drummamia 4th>
- FEEL THE EARTH(古川もとあき)<GUITARFREAKS 6th & drummamia 5th>
- SOME HARD REACTIONS(古川もとあき)<GUITARFREAKS 6th & drummamia 5th>
- SMILE FOR YOU(古川もとあき)<GUITARFREAKS 7th & drummamia 6th>
- すてきな雨あがり(寺島純子)<GUITARFREAKS 6th & drummamia 5th>
- THE OCEAN AND YOU(古川もとあき)<GUITARFREAKS 8th & drummamia 7th>
- BRAND NEW LADY(斉藤由佳)<GUITARFREAKS 8th power-up ver. & drummamia 7th power-up ver.>
- GET READY(古川もとあき)<GUITARFREAKS 9th & drummamia 8th>
- YOU CAN'T DO IT(古川もとあき)<GUITARFREAKS 9th & drummamia 8th>
- Save a little something(Thomas Howard Lichtenstein)<GUITARFREAKS 10th & drummamia 9th>
- DANCE FOR THE FUTURE(古川もとあき)<GUITARFREAKS 10th & drummamia 9th>
- Just In My Heart(古川もとあき Featuring あずみけいこ)<GUITARFREAKS 11th & drummamia 10th>
- Beautiful Life(古川もとあき Featuring 鈴木綾)<GuitarFreaks V & DrumMania V>
- Street Runner(古川もとあき)<GuitarFreaks V & DrumMania V>
- HELLO YOU(古川もとあき)<GuitarFreaks V2 & DrumMania V2>
- アノヒノカゼ(古川もとあき Featuring Lucky☆篠原)<GuitarFreaks V3 & DrumMania V3>
- True Love and Valentines(古川もとあき feat.Thomas Howard Lichtenstein)<GuitarFreaks V4 & DrumMania V4>

아래는 "그라디우스 II -GOFER의 야망-"의 BGM으로 사용된 곡을 어레인지한 것이다.
- A SHOOTING STAR(古川もとあき)<ee'mall 2nd avenue>
- TABIDACHI(古川もとあき)<GuitarFreaks V3 CS & DrumMania V3 CS>

### 수록 악곡 (기타비마니시리즈)
- Burning Heat! (Full Option Mix) <Beatmania IIDX 7th)
- BURNING HEAT! (3 Option MIX) <DDRMAX2: Dance Dance Revolution 7th Mix>
- PASSION NIGHT RENDEZAVOUS (MAMBO A GO GO)
- SWEET ANGEL (JUBEAT RIPPLES)